# Caravan Club of Sweden
Caravan Club of Sweden eller Caravan Club som den vanligtvis kallas är en ideell förening för fritidsfordon.
Föreningen har över 30 000  medlemsfamiljer och består av 18 geografiskt uppdelade undersektioner.
Den administrativa funktionen är placerad i Örebro.
Caravan Club är medlem i den internationella campingorganisationen F.I.C.C. (Federation Internationale de Camping et de Caravanning)
Caravan Club driver idag, vanligtvis via sina sektioner, ett antal campingplatser i Sverige samt ger ut en medlemstidning som heter Fritidsmagasinet Caravan och som kommer ut med sex nummer per år.

## Historik
Caravan Club bildades 1958 på Högfjällshotellet Sälen. en stor del av den ursprungliga idén var att sprida kunskap om hur att på bästa sätt vintercampa med husvagn. Än idag är campingen Tandådalen en central del av föreningen.
Även om det från början rådde en viss snobbism, med att bland annat att man för att bli medlem, var tvungen att bli rekommenderad av en tidigare medlem så ökade medlemsantalet snabbt. Man började tidigt med att skaffa sig egna campingplatser bl.a. den i Tandådalen.

## Caravan Clubs sektioner
De 18 sektionerna är :
| Stockholmssektionen (A)     | Uppsalasektionen (C)       | Sörmlandssektionen (D)  | Östgötasektionen (E)     |
| Smålandssektionen (FGH)     | Sydsvenska sektionen (KLM) | Hallandssektionen (N)   | Göteborgssektionen (O)   |
| Älvsborgssektionen (P)      | Skaraborgssektionen (R)    | Värmlandssektionen (S)  | Örebrosektionen (T)      |
| Västmanlandssektionen (U)   | Dalasektionen (W)          | Gävleborgssektionen (X) | Sundsvallssektionen (YZ) |
| Västerbottenssektionen (AC) | Norrbottenssektionen (BD)  |                         |                          |

## Caravan Clubs campingplatser
| Camping        | Drivs av                    | Koordinat                                               |
| -------------- | --------------------------- | ------------------------------------------------------- |
| Arkösund       | Östgötasektionen (E)        | 58°29′26.12″N 16°55′34.9″Ö / 58.4905889°N 16.926361°Ö   |
| Bjursund       | Sörmlandssektionen (D)      | 57°55′07.9″N 16°35′51.14″Ö / 57.918861°N 16.5975389°Ö   |
| Borensäng      | Östgötasektionen (E)        | 58°33′04.64″N 15°16′52.61″Ö / 58.5512889°N 15.2812806°Ö |
| Bredviken      | Smålandssektionen (FGH)     | 57°22′15.74″N 16°32′54.53″Ö / 57.3710389°N 16.5484806°Ö |
| Granfjärden    | Uppsalasektionen (C)        | 60°16′23.48″N 18°24′19.01″Ö / 60.2731889°N 18.4052806°Ö |
| Gusselby       | Örebrosektionen (T)         | 59°38′32.5″N 15°12′43.6″Ö / 59.642361°N 15.212111°Ö     |
| Hassela        | Sundsvallssektionen (YZ)    | 62°05′56.4″N 16°44′16.69″Ö / 62.099000°N 16.7379694°Ö   |
| Hökensås       | Skaraborgssektionen (R)     | 58°05′24.47″N 14°04′22.98″Ö / 58.0901306°N 14.0730500°Ö |
| Idre Fjäll     | Dalasektionen (W)           | 61°53′24.4″N 12°49′45.84″Ö / 61.890111°N 12.8294000°Ö   |
| Kapellskär     | Stockholmssektionen (A)     | 59°43′37.24″N 19°03′58.68″Ö / 59.7270111°N 19.0663000°Ö |
| Kettilsås      | Smålandssektionen (FGH)     | 57°23′44.2″N 15°10′07.14″Ö / 57.395611°N 15.1686500°Ö   |
| Kärradal       | Älvsborgssektionen (P)      | 57°11′18.92″N 12°13′32.16″Ö / 57.1885889°N 12.2256000°Ö |
| Lassalyckan    | Älvsborgssektionen (P)      | 57°47′00.17″N 13°26′19.39″Ö / 57.7833806°N 13.4387194°Ö |
| Löt            | Sörmlandssektionen (D)      | 59°21′07.99″N 17°03′34.92″Ö / 59.3522194°N 17.0597000°Ö |
| Mangenbaden    | Värmlandssektionen (S)      | 59°36′58.32″N 13°52′49.08″Ö / 59.6162000°N 13.8803000°Ö |
| Mista          | Stockholmssektionen (A)     | 59°23′28.5″N 18°17′46.25″Ö / 59.391250°N 18.2961806°Ö   |
| Norrviken      | Caravan Club Riks           | 56°27′13.1″N 12°47′08.3″Ö / 56.453639°N 12.785639°Ö     |
| Norsträsk      | Västerbottenssektionen (AC) | 64°26′03.12″N 20°03′04.61″Ö / 64.4342000°N 20.0512806°Ö |
| Ockelbo        | Gävleborgssektionen (X)     | 60°53′16.44″N 16°42′16.52″Ö / 60.8879000°N 16.7045889°Ö |
| Olofsbo        | Hallandssektionen (N)       | 56°54′50.29″N 12°24′33.66″Ö / 56.9139694°N 12.4093500°Ö |
| Sandvik        | Östgötasektionen (E)        | 58°32′30.19″N 15°37′26.26″Ö / 58.5417194°N 15.6239611°Ö |
| Silvköparen    | Caravan Club Riks           | 59°57′20″N 16°30′55″Ö / 59.95556°N 16.51528°Ö           |
| Skagern        | Örebrosektionen (T)         | 58°55′42.78″N 14°20′06″Ö / 58.9285500°N 14.33500°Ö      |
| Skutberget     | Värmlandssektionen (S)      | 59°22′29.6″N 13°22′53.08″Ö / 59.374889°N 13.3814111°Ö   |
| Smednäset      | Dalasektionen (W)           | 60°46′56.57″N 15°54′23.29″Ö / 60.7823806°N 15.9064694°Ö |
| Sollerön       | Dalasektionen (W)           | 60°54′03.31″N 14°35′10.28″Ö / 60.9009194°N 14.5861889°Ö |
| Sollid         | Göteborgssektionen (O)      | 58°07′02.46″N 11°28′07.28″Ö / 58.1173500°N 11.4686889°Ö |
| Storsved       | Stockholmssektionen (A)     | 59°21′18.29″N 18°34′50.3″Ö / 59.3550806°N 18.580639°Ö   |
| Strandstuviken | Stockholmssektionen (A)     | 58°43′17.18″N 17°05′28.82″Ö / 58.7214389°N 17.0913389°Ö |
| Söndremark     | Sydsvenska sektionen (KLM)  | 56°06′10.58″N 14°23′17.77″Ö / 56.1029389°N 14.3882694°Ö |
| Tandådalen     | Caravan Club Riks           | 61°10′51.31″N 12°59′52.15″Ö / 61.1809194°N 12.9978194°Ö |
| Timmernabben   | Smålandssektionen (FGH)     | 56°56′38.58″N 16°28′01.49″Ö / 56.9440500°N 16.4670806°Ö |
| Välorna        | Smålandssektionen (FGH)     | 57°19′05.45″N 13°43′41.34″Ö / 57.3181806°N 13.7281500°Ö |
| Ånnaboda       | Örebrosektionen (T)         | 59°20′33.11″N 14°56′14.03″Ö / 59.3425306°N 14.9372306°Ö |
| Åsleröd        | Göteborgssektionen (O)      | 58°35′52.37″N 11°18′02.02″Ö / 58.5978806°N 11.3005611°Ö |
| Örlenbadet     | Skaraborgssektionen (R)     | 58°27′28.66″N 14°15′01.73″Ö / 58.4579611°N 14.2504806°Ö |